# Hridsko jezero
Hridsko jezero je jedno od najljepših jezera u Crnoj Gori.
Hridsko jezero ili "jezero sreće" nalazi se na sjeverozapadnoj strani Prokletija, na skoro 2000m nadmorske visine. Narodno vjerovanje je da kupanje u bistroj vodi Hridskog jezera donosi zdravlje i sreću u braku. Takođe se veruje da pri odlasku, uz misao na željeno, neki komad nakita valja (za sreću) baciti u jezero.
Od Plava do Hridskog jezera može se doći putem, ali je bolje poslednju etapu prepješačiti, jer snjegovi prilično oštete šumski put. Njegova dužina je oko 300 metara, širina oko 160. Ljeti je duboko oko pet metara, a u ostalom dijelu godine znatno više zbog padavina i otapanja snijega. Zimi, prekriva ga debeli sloj leda.